# Giovanni Battista Crescenzi

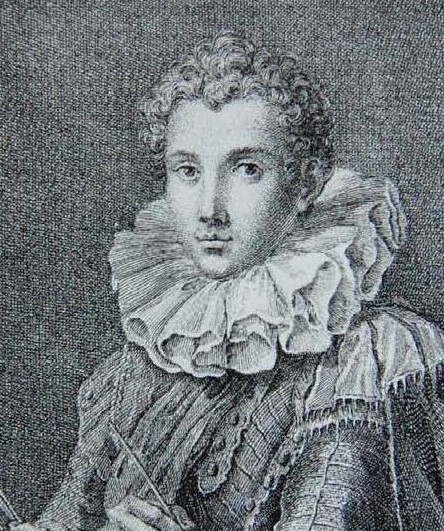
Giovanni Battista Crescenzi. Kupferstichporträt von Johann Hieronymus Odam.

Giovanni Battista Crescenzi (* 17. Januar 1577 in Rom; † 17. März 1635 in Madrid) war ein italienischer Adliger, Architekt und Maler des Frühbarock. Er war zuerst in Rom vor allem in der päpstlichen Bauüberwachung und dann in Madrid in Spanien als Baumeister tätig.

## In Rom bis 1617
Der Lebenslauf von Giovanni Battista Crescenzi ist in der von dem Maler und Kunstschriftsteller Giovanni Baglione 1642 geschriebenen Sammlung von Künstlerbiographien Römischer Maler enthalten.
Er stammte aus einer führenden Familie Roms, der Ende des 10. und Anfang des 11. Jahrhunderts Rom beherrschenden Dynastie der Crescentier. Seine Eltern waren Virgilio Crescenzi und dessen Frau Costanza Del Drago. Unter seinen fünf Brüdern war der spätere Kardinal Pietro Paolo Crescenzi (1572–1645). Giovanni Battista Crescenzi heiratete 1601 Anna Massima, mit der er zehn Kinder hatte. Ihr gemeinsamer Sohn Alessandro Agostino wurde 1675 zum Kardinal erhoben.
Giovanni Battista Crescenzi wurde wie auch sein Bruder von dem toskanischen Maler Cristoforo Roncalli (1552–1626) in Malerei und Graphik unterrichtet und war dann nach 1605 in Rom an der Ausgestaltung der Kirche Santa Maria Maggiore und der Kuppel des Petersdoms beteiligt. Er gelangte zu einiger Bekanntheit zur Zeit der Herrschaft des Papstes Paul V., vor allem als mit der Überwachung von Bauvorhaben beauftragter Architekt des Papstes. Seine Herkunft und künstlerische Ausbildung ermöglichten ihm aber auch als Vermittler zwischen Malern und privaten Auftraggebern aufzutreten und auf dem im Umbruch hin zu privaten Sammlern befindlichen Kunstmarkt eine Vermittlerrolle zu entwickeln. Er übernahm es, die Lieferung und Qualität der von ihm betreuten Auftragsarbeiten zu Bilder zu überwachen und vermittelte italienische Gemälde an Sammler in ganz Europas. Dabei war jedoch immer noch ein Patronageverhältnis zwischen Crescenzi, seinen Künstlern und dem Auftraggeber vorhanden und Crescenzi lediglich vermittelnder und beratender Zwischenmann und nicht, wie später dann üblich, ein unabhängiger Kunstagent im Auftrag der Berufskünstler. Jedoch kann in seiner Rolle die Entstehung und Funktionsweise eines frühneuzeitlichen Kunstbetriebs betrachtet werden.
Crescenzi unterhielt in seinem Palazzo außerdem eine Accademia, mit der er junge Maler förderte. Der bekannteste von ihm unterstützte Künstler war der Stillleben- und Landschaftsmaler Pietro Paolo Bonzi.

## Arbeit in Spanien ab 1617
Giovanni Battista Crescenzi ging 1617 von Rom nach Madrid, wo er seine Vermittlertätigkeit fortsetzte und beispielsweise noch 1631 von ihm ausgesuchte Bilder in die Sammlung des englischen Königshauses lieferte. Er begeisterte zudem den spanischen König Philipp III. für Stillleben. Auf Crescenzis Einfluss ging auch der Erwerb eines Stilllebens von Juan Sánchez Cotán 1618 durch den König zurück und ebenso die Berufung von Juan van der Hamen y León an den Hof. Er besaß auch selbst einige Stillleben Juan van der Hamens.

Ab 1620 war er unter anderem an der Ausgestaltung des Palastes der spanischen Königs, dem Escorial beteiligt, bekannt heute noch vor allem als Baumeister des Pantheon, der außerhalb Madrids gelegenen vergoldeten Grablege des Spanischen Königshauses. Auch war er der Baumeister des Gebäudes des heutigen Außenministeriums in Madrid, einem bedeutenden Beispiel der spanischen Architektur am Anfang des 17. Jahrhunderts. Der Kunststil in Spanien war zu dieser Zeit noch hauptsächlich durch Kunst der Spätrenaissance beeinflusst, in der Architektur vor allem durch den Herrera-Stil. Die Architekten in der Zeit Creszcenzis begannen aber neue schmückende Details hinzuzufügen und bereiteten so langsam den Beginn des Barocks als Kirchenkunst der Mitte des 17. Jahrhunderts im Spanien der Gegenreformation vor.

Crescenzi brachte dabei den Italienischen Manierismus, die Übergangsform zwischen der Renaissance und dem Barock mit sich. Der Einfluss Crescenzis auf die Entwicklung der Architektur in Spanien kann als bedeutend angesehen werden, bereits zu Lebzeiten wurde er für seine Arbeiten von Philipp III. von Spanien mit dem Titel eines Marchese de la Torre ausgezeichnet und zum Ritter des Santiagoordens ernannt.
1627 veranlasste König Philipp IV. einen Malwettbewerb, mit Giovanni Battista Crescenzi und Juan Bautista Maino als den beiden Jurymitgliedern. Velázquez wurde einstimmig zum Sieger erkoren und erhielt dann unter den Hofmalern eine Vorrangstellung.

## Schüler und Nachfolger
Der Maler Bartolomeo Cavarozzi (1590–1625) war ein Schüler Crescenzis und folgte diesem 1617 nach Spanien, um für ein Jahr die Arbeiten am Escorial zu unterstützen.

## Malerisches Werk
Grundsätzlich ist Crescenzi als ein pittore dilettante anzusehen, also als ein Adliger, der zum Zeitvertreib gelegentlich malte. Von seinen dokumentarisch erwähnten Gemälden sind offenbar keine erhalten geblieben.
Trotzdem wurden ihm verschiedentlich – unter anderem von Mina Gregori und Carlo Volpe (1973)–, Zeichnungen und andere Bilder zugewiesen, beispielsweise eine Bleistiftzeichnung einer italienischen Landschaft und einige Stillleben mit Früchten in der Bildsprache des italienischen Frühbarock, die meist heute in Privatbesitz sind.
Dabei wurde gelegentlich darauf hingewiesen, dass es angesichts völlig fehlender Bezugspunkte, die eine vernünftige Basis für realistische Zuschreibungen wären, besser wäre, entsprechende Versuche fallenzulassen.
Eigentlich ohne Grundlage wurde Giovanni Battista Crescenzi auch als Identität des namentlich nicht bekannten Meisters des Hartford-Stilllebens sowie des ebenfalls anonymen Meisters der Acquavella-Stillleben vorgeschlagen.